# جون إلين فيليبس
جون إلين فيليبس (بالإنجليزية: John L. Phillips)‏ (و. 1951 – م) هو ضابط، ورائد فضاء، وعالم من الولايات المتحدة الأمريكية . ولد في Fort Belvoir.

## ريادة الفضاء
شارك في المهمات الفضائية:
- البعثة 11
- STS-119
- Soyuz TMA-6
- STS-100.

## التعليم
تعلم في جامعة كاليفورنيا، لوس أنجلوس

## الخدمة العسكرية
خدم في بحرية الولايات المتحدة.

## جوائز
حصل على جوائز منها:
- Medal "For Merit in Space Exploration".